# Katch-Test
Der Katch-Test ist ein von den Sportwissenschaftlern Frank und Victor Katch entwickelter, 1973 eingeführter Leistungstest zur Erfassung der anaeroben Leistungsfähigkeit auf dem Fahrradergometer. Der eingestellte Tretwiderstand für Männern beträgt dabei 6 Kilogramm, derjenige für Frauen 5 Kilogramm. Während des Tests müssen die Probanden innerhalb von 40 Sekunden schnellstmöglich so viele Pedalumdrehungen wie möglich absolvieren, die aufgezeichnet werden. Die Testauswertung umfasst einerseits die höchste erreichte Geschwindigkeit, welche als Maß für die Explosivkraft (Anaerobic Power) gilt und andererseits die Gesamtzahl an Umdrehungen, welche als Maß für die anaerobe Kapazität gilt.
Heute ist der Katch-Test weitgehend vom international gebräuchlichen Wingate-Test abgelöst.